# Ronde van Frankrijk voor vrouwen
De Tour de France Femmes of Ronde van Frankrijk voor vrouwen is een meerdaagse wielerwedstrijd voor vrouwen in Frankrijk. Tussen 1984 en 2009 waren er diverse wedstrijden die gezien werden als de Ronde van Frankrijk voor vrouwen. Van 2014 tot en met 2021 werd tijdens de Ronde van Frankrijk voor mannen een eendaagse wedstrijd voor vrouwen (La Course) georganiseerd door de ASO. Vanaf 2022 is er weer een meerdaagse etappekoers.

## Geschiedenis
In 1955 werd eenmalig een Ronde van Frankrijk voor vrouwen verreden, waaraan 41 rensters deelnamen. De wedstrijd bestond uit vijf etappes en werd gewonnen door Millie Robinson.

### 1984 - 2009
Van 1984 tot en met 1989 werd de race onder de naam Tour de France féminin (Ronde van Frankrijk voor vrouwen) gehouden, op dezelfde dagen en over hetzelfde parcours als de mannen. Directeur Jean-Marie Leblanc besloot de wedstrijd na 1989 te stoppen omdat het volgens hem economisch niet rendabel was. De wedstrijd werd vanaf 1990 niet meer gelijk met de mannen verreden en heette tot en met 1993 Tour de la CEE féminin. Daarna stopte de wedstrijd, omdat er problemen waren met het aantrekken van sponsoren en gaststeden, waardoor er vaak lange transfers waren tussen de etappes.

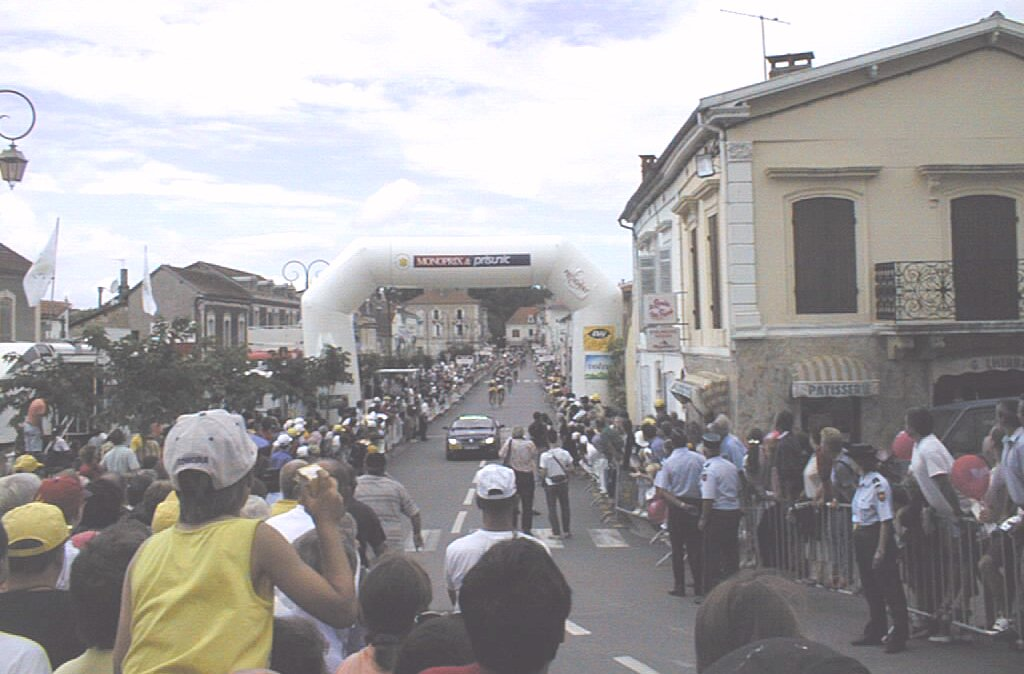
La Grande Boucle féminine in 1999 in Mussidan

Tegelijkertijd werd vanaf 1992 de Tour cycliste féminin in augustus georganiseerd door Pierre Boué, een concurrent van Société du Tour de France. In 1998 moest de wedstrijd van naam veranderen, omdat de oude naam te veel leek op de Tour de France en heette vanaf toen La Grande Boucle féminine (naar La Grande Boucle, de bijnaam van de Tour de France). Mede door de Festina-affaire bij de mannen in de Tour van 1998 werd het aantrekken van sponsoren alleen maar moeilijker. In 2004 werd de wedstrijd niet gehouden. Voorheen telde de ronde tussen de 10 en 15 etappes, maar sinds 2005 nog slechts vijf (in één regio) en daardoor werd de ronde niet meer geclassificeerd door de UCI en kreeg het een voornamelijk nationaal deelnemersveld. In 2008 telde de wedstrijd zeven etappes op zes dagen en in 2009 bestond de laatste editie nog uit slechts vier etappes door het annuleren van de eerste drie etappes in Bretagne. De winnares van de laatste editie, Emma Pooley, grapte dat het nog slechts een "Petite Boucle" was in plaats van een Grande Boucle. Nadat de Tour de l'Aude in 2010 en de Route de France in 2016 ophielden te bestaan, was de Giro Donne de enige overgebleven Grote Ronde voor vrouwen.
De Tour de France féminin werd vanaf 1987 drie maal op rij gewonnen door de Française Jeannie Longo. In 1992 won Leontien van Moorsel zowel de Tour de la CEE féminin als de eerste editie van de Tour cycliste féminin. Tweede werd Jeannie Longo na een spannende surplace op de Alpe d'Huez in de slotrit. Vanaf 1995 werd de wedstrijd drie maal op rij gewonnen door de Italiaanse Fabiana Luperini. Ook de Spaanse Joane Somarriba won in totaal drie keer.

### 2014 - 2021
Na een petitie van Marianne Vos, Emma Pooley, Kathryn Bertine en Chrissie Wellington werd er op 27 juli 2014, de laatste dag van de Ronde van Frankrijk voor mannen, een eendaagse wedstrijd met de naam La Course by Le Tour de France geïntroduceerd. Vos won de eerste editie en is daardoor de enige renster die in zowel La Grande Boucle féminine als La Course op het podium stond. De eerste drie jaren werd gereden op de Champs Élysées in Parijs. In 2017 en 2018 vond de wedstrijd plaats in de Alpen, met aankomst op respectievelijk de Col d'Izoard en Le Grand-Bornand. Beide edities werden gewonnen door Annemiek van Vleuten. In 2019 was Pau de gaststad met wederom Vos als winnares. De laatste twee edities werden verreden tijdens de Grand Départ van de Tour in Nice en Bretagne. De laatste editie in 2021 werd gewonnen door Demi Vollering.

### 2022 - heden
Op 12 mei 2021 maakte de Amaury Sport Organisation bekend dat er in 2022 weer een Ronde van Frankrijk voor vrouwen zal zijn met de naam Tour de France Femmes avec Zwift. Het definitieve parcours werd in oktober 2021 bekendgemaakt: de ronde duurde acht dagen, met de start tijdens de laatste dag voor de mannen op 24 juli in Parijs en de slotrit finisht op La Super Planche des Belles Filles. Deze editie werd gewonnen door de Nederlandse Annemiek van Vleuten. De Tour de France Femmes vindt sinds dat jaar plaats in de week na de Tour de France m.u.v. 2024. Toen vond de Tour de France Femmes drie weken later plaats vanwege de Olympische Spelen die dat jaar werden gehouden in Parijs.

## Eindstanden

### Tour de France féminin en de Tour de la CEE féminin
| Jaar                   | Eerste               | Tweede               | Derde                   |                |
| ---------------------- | -------------------- | -------------------- | ----------------------- | -------------- |
| Tour de France féminin |                      |                      |                         |                |
| 1955                   | Millie Robinson      | June Thackerey       | Marie-Jeanne Donabedian |                |
| 1956-1983              | Geen wedstrijd       | Geen wedstrijd       | Geen wedstrijd          | Geen wedstrijd |
| 1984                   | Marianne Martin      | Heleen Hage          | Deborah Schumway        |                |
| 1985                   | Maria Canins         | Jeannie Longo        | Cecile Odin             |                |
| 1986                   | Maria Canins         | Jeannie Longo        | Inga Thompson           |                |
| 1987                   | Jeannie Longo        | Maria Canins         | Ute Enzenauer           |                |
| 1988                   | Jeannie Longo        | Maria Canins         | Elizabeth Hepple        |                |
| 1989                   | Jeannie Longo        | Maria Canins         | Inga Thompson           |                |
| Tour de la CEE féminin |                      |                      |                         |                |
| 1990                   | Catherine Marsal     | Leontien van Moorsel | Astrid Schop            |                |
| 1991                   | Astrid Schop         | Leontien van Moorsel | Roberta Bonanomi        |                |
| 1992                   | Leontien van Moorsel | Heidi Van De Vijver  | Roberta Bonanomi        |                |
| 1993                   | Heidi Van De Vijver  | Leontien van Moorsel | Alexandra Koliasseva    |                |

### Tour cycliste féminin en La Grande Boucle féminine
| Jaar                      | Eerste               | Tweede               | Derde                  |                |
| ------------------------- | -------------------- | -------------------- | ---------------------- | -------------- |
| Tour cycliste féminin     |                      |                      |                        |                |
| 1992                      | Leontien van Moorsel | Jeannie Longo        | Heidi Van De Vijver    |                |
| 1993                      | Leontien van Moorsel | Marion Clignet       | Heidi Van De Vijver    |                |
| 1994                      | Valentina Polkhanova | Rasa Polikevičiūtė   | Cécile Odin            |                |
| 1995                      | Fabiana Luperini     | Jeannie Longo        | Luzia Zberg            |                |
| 1996                      | Fabiana Luperini     | Rasa Polikevičiūtė   | Jeannie Longo          |                |
| 1997                      | Fabiana Luperini     | Barbara Heeb         | Linda Jackson          |                |
| La Grande Boucle féminine |                      |                      |                        |                |
| 1998                      | Edita Pučinskaitė    | Fabiana Luperini     | Alessandra Cappellotto |                |
| 1999                      | Diana Žiliūtė        | Valentina Polkhanova | Edita Pučinskaitė      |                |
| 2000                      | Joane Somarriba      | Edita Pučinskaitė    | Geraldine Loewenguth   |                |
| 2001                      | Joane Somarriba      | Fabiana Luperini     | Judith Arndt           |                |
| 2002                      | Zinaida Stahurskaya  | Susanne Ljungskog    | Joane Somarriba        |                |
| 2003                      | Joane Somarriba      | Nicole Brändli       | Judith Arndt           |                |
| 2004                      | Geen wedstrijd       | Geen wedstrijd       | Geen wedstrijd         | Geen wedstrijd |
| 2005                      | Priska Doppmann      | Edwige Pitel         | Christiane Soeder      |                |
| 2006                      | Nicole Cooke         | Maryline Salvetat    | Tatsjana Sjarakova     |                |
| 2007                      | Nicole Cooke         | Priska Doppmann      | Emma Pooley            |                |
| 2008                      | Christiane Soeder    | Karin Thürig         | Nicole Cooke           |                |
| 2009                      | Emma Pooley          | Christiane Soeder    | Marianne Vos           |                |

### La Course by Le Tour de France
| Jaar | Eerste               | Tweede                | Derde                  |
| ---- | -------------------- | --------------------- | ---------------------- |
| 2014 | Marianne Vos         | Kirsten Wild          | Leah Kirchmann         |
| 2015 | Anna van der Breggen | Jolien D'Hoore        | Amy Pieters            |
| 2016 | Chloe Hosking        | Lotta Lepistö         | Marianne Vos           |
| 2017 | Annemiek van Vleuten | Elizabeth Deignan     | Elisa Longo Borghini   |
| 2018 | Annemiek van Vleuten | Anna van der Breggen  | Ashleigh Moolman-Pasio |
| 2019 | Marianne Vos         | Leah Kirchmann        | Cecilie Uttrup Ludwig  |
| 2020 | Elizabeth Deignan    | Marianne Vos          | Demi Vollering         |
| 2021 | Demi Vollering       | Cecilie Uttrup Ludwig | Marianne Vos           |

### Tour de France Femmes
| Jaar | Eerste                 | Tweede         | Derde                |
| ---- | ---------------------- | -------------- | -------------------- |
| 2022 | Annemiek van Vleuten   | Demi Vollering | Katarzyna Niewiadoma |
| 2023 | Demi Vollering         | Lotte Kopecky  | Katarzyna Niewiadoma |
| 2024 | Katarzyna Niewiadoma   | Demi Vollering | Pauliena Rooijakkers |
| 2025 | Pauline Ferrand-Prévot | Demi Vollering | Katarzyna Niewiadoma |

World Cup:
1998 · 
1999 · 
2000 · 
2001 · 
2002 · 
2003 · 
2004 · 
2005 · 
2006 · 
2007 · 
2008 · 
2009 · 
2010 · 
2011 · 
2012 · 
2013 · 
2014 · 
2015
World Tour:
2016 · 
2017 · 
2018 · 
2019 · 
2020 · 
2021 ·
2022 ·
2023 ·
2024 ·
2025
Huidige koersen:
Tour Down Under · Cadel Evans Great Ocean Road Race · Ronde van de Verenigde Arabische Emiraten · Omloop Het Nieuwsblad · Strade Bianche · Ronde van Drenthe · Trofeo Alfredo Binda · Classic Brugge-De Panne · Gent-Wevelgem · Ronde van Vlaanderen · Parijs-Roubaix · Amstel Gold Race · Waalse Pijl · Luik-Bastenaken-Luik · Ronde van Chongming · Ronde van het Baskenland · Ronde van Burgos · RideLondon Classique · The Women's Tour · Ronde van Zwitserland · Copenhagen Sprint · Giro Donne · Tour de France Femmes · Ronde van Scandinavië · Classic Lorient Agglomération · Simac Ladies Tour · La Vuelta Femenina · Ronde van Romandië · Ronde van Guangxi
Voormalige koersen:
Philadelphia Cycling Classic · Ronde van Californië · Emakumeen Bira · La Course by Le Tour de France · Open de Suède Vårgårda